# Рекіти
Рекі́ти — село в Україні, в Закарпатській області, Міжгірській селищній громаді.

## Географія
Відстань до центру громади становить близько 20 км і проходить автошляхом місцевого значення через села Лісковець, Новоселицю, Голятин, Рудавець, Майдан, Сойми і до Міжгір'я.
Висота над рівнем моря — 777 м. Найвища гора — Ріг, висота 1200 м, розташовано поблизу стику меж трьох областей: Львівської, Закарпатської та Івано-Франківської. Станом на 2017 рік у селі налічується 97 індивідуальних домогосподарств, у яких проживає 287 мешканців.

## Історія
Ім'я Рекіти вперше згадується в грамоті у 1609 році (написаному під імені в Rekytha), і в 1623 році мало ім'я Rekita. Рекіти — село на Верховині, яке поселили селяни підлеглі родини Липчаїв наприкінці 16 століття. У 1609 р. його придбав Ференц Барч разом з кількома іншими селами на Верховині.
За легендою, яку розповідають старожили, село є ровесником Мукачівського замку «Паланок». Коли він зводився — з тієї рабської роботи втекло троє сміливців. А щоб їх не зловили (за втечу карали жорстокою смертю)-коней підкували підковами задом наперед і тому варта не могла їх знайти. Один з них поселився у селі Сойми, інший піднявся ще вище- де теперішнє село Рекіти. До речі, такі прізвища — Сойма і Рекіта — й нині поширені на Закарпатті. А третій утікач поселився аж у Львівській області, заснувавши село Тухля, яке описується в повісті Івана Франка «Захар Беркут».
У Рекітах в урочищі «Тисовець» є криниця Олекси Довбуша. За народними переказами Олекса Довбуш переховувався від переслідувачів та лікувався у одного із жителів села, який мешкав в урочищі «Тисовець».
Фольклорист Іван Сенько у 1972 році від рекітця Михайла Бушка записав цікавий переказ про Довбушову криницю над селом.
Довбуш бував у наших місцях. І не раз. Його пивниці є на вершках гір біля Голятина і Новоселиці. Та його хлопці після смерті ватажка поселилися в Погарях. Залишив він добру пам'ять про себе і в Рекітах: викопав над селом на вершку гори криницю.
А було то так. Ішов вершком Довбуш і бачить: сидить дідо, згорблений, змучений. Підійшов Олекса, поклонився. А дідо ледве відклонився, так змарнів. Попросив він у Олекси хліба, бо три дні не їв. Та в Олекси хліба не було. Міг би дати золота, але що голодному з нього на вершку гори, бо його замість хліба не вгризеш. А якби дідови додати хоч трохи сил — дійшов би до села. Навіть вода настільки освіжила б старого, та криниці близько не було. Правда, в одному рівчаку дуже гарно трава зеленіла. «Там має бути вода», — подумав Довбуш і став копати. Докопався таки до води, напоїв діда.
Відтоді та криниця стала називатися Довбушевою. І хто п'є з неї, відчуває як відновлює вода сили. І думає собі подорожній: «Якщо не можеш чогось кращого зробити для людей, то хоч викопай криницю». (За публ. в газ. Рад. Верховина" 1972, 19 серпня).
У 1800-х роках від трьох  навколишніх сіл: Новоселиці, Лісківця і Рекіт на солдатську службу терміном на 25 років було відібрано і направлено для казенної служби  Івана Тарчинця. За свідченнями старожилів та їх детальними розповідями, що передаються із покоління в покоління Іван Тарчинець повернувся в село через 25 років на коні, був одягнутий у неймовірно красиву уніформу, мав при собі рушницю і багато грошей. Однак за оманою  сільського корчмаря Мойші, який визнав гроші фальшивими, господар спалив їх на батьківському подвір'ї, коня продав багатому  єврею, потім бувалому солдату вдалося відсудити коня. В урочищі «Лаз» Іван Тарчинець збудував собі невелику хатку-зимівнику у якій мешкав до кінця життя. У селі він отримав вуличне прізвисько — Катунський, (слово суч.літ. –військовий). Про це розповідає у своїй книзі "Катунська доля" письменник Василь Тарчинець, заслужений журналіст України, ректор МАЛіЖ.
На сільському цвинтарі, біля дороги на гору Кичера збереглася могила із невеликим металевим хрестом, вдячні рекітчани і донині пам'ятають свого славетного односельчанина Івана Тарчинця (Катунського).
Підкарпа́тська Русь (чеськ. Podkarpatská Rus, Země Podkarpatoruská; також Карпа́тська Україна з вересня 1938 року — чеськ. Země Zakarpatskoukrajinská) — назва одної з п'яти (пізніше чотирьох) земель, які складали першу Чехословацьку Республіку у 1919—1938 (з 26 жовтня 1938 року перейменована на Карпа́тську Україну — автономний край у складі «другої» Чехословацької Республіки.
Навчання у сільській школі проходило здебільшого чеською мовою, вчитель-чех мешкав у приміщенні школи у невеликій кімнатці із кухнею, яка збереглася і понині.
За часів чеської влади у селі Рекіти була заснована і діяла Кредитна спілка, яка об'єднувала майже усі села Верховини у тому числі і тодішнього Волового (нині Міжгір'я). За сприяння чеської влади у Рекітах було побудовано крамницю, сільську школу, які збереглися до нашого часу, прокладено із тесаного каменя дорогу від с. Лісківця до Рекітської церкви, планувалося цю дорогу продовжити аж до села Ізки і далі до Волівця.
Після ліквідації незалежності Чехо-Словаччини 15 березня 1939 року в Закарпатті було проголошено незалежну державу — Карпатську Україну. Президентом нової держави став Августин Волошин. Новоутворена держава проіснувала лише кілька місяців, була розгромлена і окупована Угорщиною. Великого горя, переслідувань зазнали за цей час жителі села Рекіт. Бідність і невизначеність подальшого життя -були характерними ознаками тодішнього окупаційного правління.
Упродовж 1939−1944 рр. (за угорської влади) у Рекітах, як і у всьому краї було паралізоване національне, духовне, освітнє життя часів Чехословаччини та Карпатської України, всі українські організації, що проповідували українські ідеї, об'єднання земель в єдину українську державу, розпускалися.
У Шатниковій Кичері й досі збереглися рівчаки і бліндажі лінії оборони від часів другої світової війни.
14 жителів села Рекіти зазнали репресій за часів радянської влади і відбували у сталінських катівнях різні терміни ув'язнень, пізніше, усі були реабілітовані, а саме:
1. Барнич Іван Іванович, 1899 року народження, член соціалістичної партії 1916—1920 років, член КПЧ, до 1935 року проживав у Празі, будівельник, засуджений у 1940 році на п'ять років.
2. Кінаш Андрій Федорович, 1908 року народження, село Рекіти, наймит НКВС, 2 липня 1940 року.
3. Маркович Василь Михайлович, 1926 року народження, село Рекіти, засуджений військовим трибуналом 8 вересня 1947 року на 10 років.
4. Маркович Єва Михайлівна, 1922 року народження, село Рекіти, 23 липня 1940 року засуджена військовим трибуналом на три роки, реабілітована у 1990 році.
5. Маркович  Михайло Іванович 1928 року народження, село Рекіти, засуджений 4 вересня 1940 року.
6. Млавець Ганна Степанівна, 1882 року народження, село Рекіти, засуджена за рішенням особливої наради при НКВС СРСР 27 вересня 1940 року на три роки.
7. Попович Іван Михайлович, 1912 року народження, село Рекіти, член КПЧ у 1934—1938 роках засуджений 2 липня 1940 року.
8. Редей Ганна Іванівна, 1921 року народження, село Рекіти, засуджена 1941 року.
9. Редей Федір Ілліч, 1922 року народження, село Рекіти, засуджений за рішенням особливої наради НКВС СРСР 6 серпня 1940 року.
10. Рошко Юрій Федорович, 1921 року народження, село Рекіти, засуджений за рішенням особливої наради НКВС СРСР 4 жовтня 1940 року.
11. Тарчинець Іван Петрович, 1919 року народження, село Рекіти, засуджений за рішенням особливої наради НКВС СРСР 1940 року.
12. Тарчинець Михайло Іванович, 1912 року народження, село Рекіти, засуджений за рішенням особливої наради НКВС СРСР 1940 року.
13. Хрипта Іван Олексійович, 1923 року народження, село Рекіти, засуджений 14 лютого 1948 року.
14. Хрипта Михайло Олексійович, 1921 народження, село Рекіти, засуджений 14 лютого 1948 року.

За переписом населення України 2001 р. у Рекітах було 318 жителів. І це при тому, що понад десять жінок з села мають почесне звання «Мати-героїня». Та все ж у цій глибинці трудівники не дають запустіти полям, передають спадкоємцям почуття любові до рідної землі, повагу до прадідівських традицій із врахуванням реалій сучасності.
У селі діє початкова школа, фельдшерсько-акушерський пункт, крамниця.

## Релігія
1920—1930 р. у Рекітській церкві, на той час католицькій, (належала до Підкарпатської Русі) неодноразово під час проведення храмового свята Іллі побував і правив Службу Божу, священник із Келечина, колишній Президент Карпатської України, Герой України отець Августин Волошин. Він подарував тодішній Рекітській церковно-приходській школі кілька примірників заснованого і редагованого ним журналу для дітей «Пчолка», газети і журнали «Просвіти». У книзі К.Бескида «Мараморош» (1929) зафіксовано, що у Рекітах на той час було 337 жителів, у державній школі навчалося 85 учнів.
Архітектурною, національною пам'яткою села є Рекітська Миколаївська церква. Охоронний номер — 225/1. Входить до реєстру ЮНЕСКО і зазначається у ролі пам'ятки, яка має історичну, духовну, культурну та архітектурну цінність. Миколаївська православна  церква, збудована 1643 року. Вся робота на будівництві церкви (із переказів старожилів) велася вручну, без пили. Церкву будували у лісі в урочищі «Близниць», поблизу села Лісковець. Потім розібрали готовий матеріал, перевезли в село на гору Кичера, де й побудували церкву заново. Церкву три рази переставляли в трьох місцях і в даний час вона стоїть на третьому місці. В останній раз перебудована в 1854 році. Покрита дранкою. В церкві є іконостас, де зберігаються три ікони — Миколай, 12 Апостолів, Благовіщення. Це ікони  18 століття. У вівтарі на Престолі лежить древнє Євангеліє, написане старослов'янською мовою. Заслуговує на увагу історія про церковні рекітські дзвони. На початку 1944 року мадярські війська хотіли забрати дзвони, щоб у подальшому переплавити їх на гармати. Але метикуваті рекітчани, якось довідавшись про це, темної ночі зняли дзвони, відвезли їх на присадибну ділянку Петра Марковича, поблизу колишнього місця молотьби зерна і закопали їх у землю. Таким чином три дзвони було врятовано і вперше, після їх хрещення, задзвонив у них на День Перемоги 9 травня 1945 року церковний дзвонар Микола Рошко. Дзвонам, як немовлятам дали імена: найбільшому — Іван, середньому -Михайло, а малому — Василь.
Церква св. Миколи Чудотворця. 17 ст., 1751. (УПЦ)
Село вважають одним з найстаріших у колишньому комітаті Мараморош.
Церква із смерекових брусів разом з оригінальною дзвіницею та каплицею утворює чудовий ансамбль стародавніх споруд на високому схилі. Церква — невелика, двозрубна під двосхилими дахами, башта з голосницями вкрита готичним завершенням. Всередині нава та вівтарний зруб перекриті трапецієподібними склепіннями, бабинець має плоске перекриття. Первісно церква була збудована триверхою, в бойківському стилі. Споруду докорінно перебудували близько 1751 p., а теперішнього вигляду церква набула в 1854 р. (цей рік написано вуглем на стіні). Подібно до багатьох інших церков, ґанок з дерев'яними стовпчиками нині засклено.
Церква виглядає дуже монументально завдяки зібраності простих доцільних форм, відсутності декоративних деталей ззовні споруди. Розповідають, що церква тричі змінювала своє місцерозташування.
У єпископській візитації 1751 р. записано: «Церков: деревяна в слабом состояню, если би ю покрили еще якийсь час стояла би, благословенна от архипресбитера Драговскаго. Образи, кромі Апостолов на полотні, старійші, якось чисті. Антиминс старий еппа Мукач. Тарасовича… Посвященна св. Николаю. Звони два, не знати ци благословенні і от кого…» У 1801 р. «Рекита має церков добру, 110 вірников вмістящу, снарядами посередно сооружена». Дзвіниця рекітської церкви збудована в XVIII ст. і перероблена в 1854 р. Споруда має дуже цікаву форму: нижній ярус має відкритий ґанок під односхилим дахом, верхній — зовсім невисокий, з арками голосниць, вкритий восьмисхилим шатром конічної форми з увігнутими ребрами та прикрашений кулястою главкою.

## Мала Академія літератури і журналістики
У 2002 р. засновано Малу Академію літератури і журналістики, 2015-2017р — Міжнародна Академія літератури і журналістики, Асоційований член міжнародного Центру ЮНЕСКО (засновник та ініціатор -уродженець села, письменник, заслужений журналіст України Василь Тарчинець. Міжнародна Академія літератури і журналістики має свою символіку: герб, прапор, гімн, активно співпрацює з багатьма українськими та міжнародними громадськими організаціями, науковими закладами, друкованими та електронними засобами масової інформації. Нині в її лавах — понад 600 слухачів. Відділення Академії засновані в 19 областях України, зарубіжжі: Сполучених Штатах Америки, Франції, Польщі. Слова Гімну МАЛіЖ (2003) написав Володимир Ковалик, музику, композитор Ярослав Боднар, нову, допрацьовану редакцію Гімну МАЛіЖ(2014 р.) здійснив Василь Тарчинець. Гімн МАЛіЖ презентує село Рекіти і талановиту юнь України та закордоння:
Академія сяйвом Просвіти
З'явилась на лоні крутих полонин.
Прекрасне село мальовничі Рекіти.
Карпатське єднання і гір, і долин.
Ми місію маємо від України -
Піднятися наукою ген до вершин,
Прославити мудрістю розум людини,
Щоб жити із нею до самих сивин.
26.02. 2017 р. у м. Львові відбулася позачергова конференція громадської організації МАЛіЖ на якій було прийнято зміни та доповнення до Статуту ГО МАЛіЖ та обрано керівні органи громадської організації. У 2016 р. за рішенням Міжгірської районної ради, погодженням із відділом освіти Міжгірської райдержадміністрації ГО МАЛіЖ на орендних засадах передано приміщення, споруджене за часів чеської влади на Закарпатті, колишньої Рекітської початкової школи, Лісковецького навчально-виховного комплексу І-ІІ ступенів, яке виведене з експлуатації з незадовільним технічним станом. При наявності коштів у ГО МАЛіЖ у цьому приміщенні будуть проведені відновлювально-реконструкційні роботи де діятиме школа-музей літератури і журналістики, а також новостворена громадська організація «Рекіти і рекітчани».
В 2003 р. відкрито міст національної і творчої єдності «Україна одна! Захід і Схід — єдині!», спочатку цей міст мав символічну назву «Рекіти—Чикаго». Це пов'язано із зустріччю на мості двомовного поета із Чикаго Володимира Ковалика.
На околиці села Рекіти в урочищі Тисовці знаходиться літературно-мистецьке поле МАЛіЖ назване на честь почесного Президента Міжнародного фестивалю творчої юні, почесного Академіка МАЛіЖ, Героя Козацтва України Володимира Ковалика «Коваликове поле». На цьому полі відбулося п'ять фестивалів МАЛіЖ з 2004—2008, подальші фестивалі відбуваються на базі Міжгірського професійного ліцею.
Про Рекіти написав і видав книжку (2003) «Село у підніжжі Кичери», Василь Тарчинець. Він також є автором Гімну села під назвою «Рекіти»(2006). Ось лише кілька рядків із цього поетичного твору:
Рекіти, Рекіти, Рекіти -
Моя дорога Батьківщина:
Ми всі твої вірнії діти…
В Карпатах — моя вся родина.
Гори, Рекіти, Карпати…
Їх серце — моя Верховина.
Тут зорі рукою дістати -
Твій символ і цвіт, Україно!
Прославив Рекіти й уродженець верховинського села Репинне поет Володимир Фединишинець, поселивши в селі «серед світу» головного героя дитячої книжки «Цей кіт з Рекіт» (2009).
На подвір'ї музею МАЛіЖ (колишньої Рекітської початкової школи) встановлено і освячено дерев'яний Хрест пам'яті Володимира Ковалика, почесного жителя с.Рекіт, почесного академіка і  президента Міжнародного фестивалю юних талантів "Рекітське сузір'я".

## Населення
Згідно з переписом УРСР 1989 року чисельність наявного населення села становила 317 осіб, з яких 160 чоловіків та 157 жінок.
За переписом населення України 2001 року в селі мешкало 317 осіб.

### Мова
Розподіл населення за рідною мовою за даними перепису 2001 року:
| Мова       | Відсоток |
| ---------- | -------- |
| українська | 99,69 %  |
| російська  | 0,31 %   |

## Відомі люди
- Почесні професори МАЛіЖ уродженці села — письменник Андрій Дурунда, Василь Попович, почесний академік МАЛіЖ — Василь Тарчинець, науковці: Іван Хрипта, кандидат математичних наук, Володимир Маркович, головний лікар Закарпатської області, кандидат медичних наук, Іван Маркович, викладач Військово-медичної академії, кандидат медичних наук, військові: полковник Іван Попович, підполковники Михайло Тарчинець, Іван Ковач, підприємці: Іван Кінаш, Василь Гулаткан, Зоя Хрипта
- Почесні жителі села — Тарчинець Василь Федорович, Олександр Копанчук, Володимир Ковалик.
- В листопаді 1944 році, односельці обрали Федора Івановича Рошка делегатом на з'їзд народних комітетів, на  якому в Мукачеві було проголошено   приєднання Підкарпатської Русі до України. Тож, 26 листопада 1944 р. у Мукачеві Іван Рошко взяв участь у  І З'їзді народних комітетів Закарпатської України, який одностайно прийняв Маніфест про возз'єднання Закарпатської України з УРСР і вихід зі складу Чехословаччини. Федір Іванович Рошко був поважною на селі людиною. У 2017 р. виповнилося 120 років від дня його народження. Упродовж 10 років (до 1938 р) він був сільським старостою, в церковній двадцятці був вибраний куратором. Певний час  займався  просвітницькою  діяльністю. Протягом 1934 — 38 років вів вечірні курси по ліквідації неграмотності в селах Ляховець (Лісковець) та Погари (тепер села вже немає). Курси для неграмотних та читання різного роду лекцій, що, враховуючи низький освітній та господарський рівень селян, на той час було справою нагальною. Тож, Федір Іванович активно популяризував твори українських класиків: Тараса Шевченка, Івана Франка, цікавився новими сортами картоплі, новими методами землеробства. Регулярно виписував господарський календар. Ще в ті далекі роки успішно застосовував основи сівозмін, мав 7 сортів вівса, виписував у невеликій кількості мінеральні добрива. Дуже успішно займався садівництвом, мав різні сорти яблунь, які йому надсилали поштою. Федір Іванович добре знався на лікарських травах: не тільки сам вживав і лікувався, але й багато  допомагав односельцям і людям із навколишніх сіл. Дехто навіть називав його знахарем. За травами він ходив на полонини Борилово і Боржава. Під час угорського панування активно брав участь в політичному русі за автономію Підкарпатської  Русі, за що був по-звірячому  катований мадярськими жандармами. Побої були такі, що сім'я вже не мала надії на його порятунок. Врятували його віра в Бога та досконале знання на лікарських травах. В сім'ї Федора Івановича та Марії Андріївни Рошко народилися семеро дітей: два хлопчики Федір та Юрко, п'ятеро дівчат: Марія, Анна, Єва, Гафія, Калина. Старший син Федір помер у дитячому віці, всі інші виросли і дожили до зрілих років. Дві старші дочки Марія та Анна одружилися в с. Рекіти. В 1945 році сім'я Федора Івановича переїхала в с. В. Коропець з дочками Євою, Гафією і Калиною. Молодший син Юрій, успішно закінчивши Хустську гімназію, ще зовсім юним (через переслідування мадярською владою) перейшов через кордон до СРСР, де був засуджений за рішенням особливої наради НКВС СРСР 4 жовтня 1940 року і, як сотні  верховинців потрапив в концтабір. Далі добровольцем пішов на фронт, дійшов до Праги. Після війни закінчив Ужгородський університет і все  життя пропрацював в газеті «Закарпатська правда» фотокореспондентом. До речі — перші фотографії в селі зробив саме  Юрій  Федорович, коли після демобілізації привіз додому фотоапарат. Він же став першим вихідцем із села Рекіти, що здобув вищу освіту.
- У Рекітах жив листоноша Маркович Федір Андрійович, який багато літ носив рекітчанам пошту пішки аж з села Майдан. А це — 30 кілометрів в обидва боки. Добропорядному листоноші на стіні адмінбудинку Лісковецької сільської ради встановлено барельєф. У 50-х роках по 15 червня 1970 р. у Рекітах жила й працювала директором школи уродженка Чернігівщини світлої пам'яті Настя Петрівна Костенко. На цій посаді її замінила уродженка Волині (с.Устилуг) Раїса Тарчинець, (до шлюбу Рябініна), яка навчає дітей і понині. Восени 1959 року село було радіофіковане, а у 1962 -1963 електрифіковане. У 2017 р. від  Рекіт до Лісківця прокладено асфальтову дорогу.

## Туристичні місця
- Церква Св. Миколи Чудотворця, XVI ст., 1751
- У Шатниковій Кичері й досі збереглися рівчаки і бліндажі лінії оборони від часів другої світової війн
- Довбушова криниця над селом